# Сражение у острова Монте-Кристо
Сражение у острова Монте-Кристо или Сражение у острова Эльба — морское сражение Первой Англо-Голландской войны, состоявшееся 27 августа (6 сентября) 1652 год между голландским флотом под командованием Йохана ван Галена и английским флотом под командованием Ричарда Бэдили.

## Ход сражения

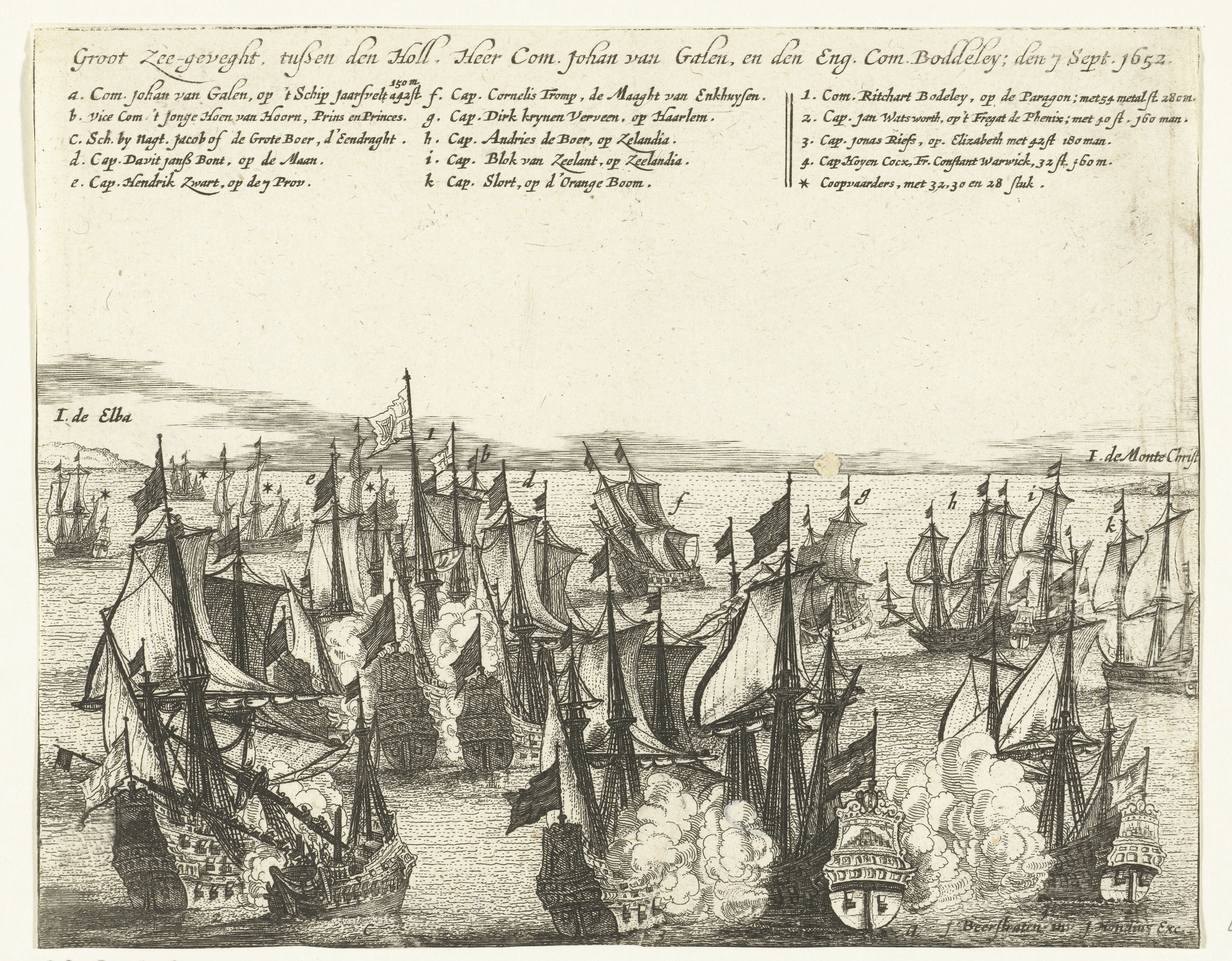
Морское сражение у острова Эльба

Англичане на восьми кораблях под командованием Ричарда Бэдили пытались достичь Ливорно, где располагалась эскадра Генри Эплтона в составе шести кораблей. Голландцы на десяти кораблях под командованием Йохана ван Галена напали на них и смогли захватить «Феникс». Остальные английские корабли ушли под покровом ночи в тосканский Порто-Лонгоне на Эльбе. В этом сражении было убито несколько голландских капитанов. В бою также принял участие известный голландский адмирал Корнелис Тромп, командовавший 34-пушечным «Маагд ван Энкуйсен».
В ноябре, два месяца спустя, капитан Оуэн Кокс предпринял ночную атаку на «Феникс», который стоял на якоре в Ливорно как часть голландского флота, блокировавшего эскадру Эплтона. Англичане смогли отбить свой бывший корабль.